# Kochanovce (Bardejov)
Kochanovce (in ungherese Kiskohány, in tedesco Kochendorf) è un comune della Slovacchia facente parte del distretto di Bardejov, nella regione di Prešov.

## Storia
Il villaggio viene citato per la prima volta nel 1335 come località in cui si amministrava la giustizia secondo il diritto germanico. Appartenne alla Signoria di Tročany, Jakubov e Kalnište. Nel XVII secolo passò ai nobili locali Kohány che lo possedettero per cento anni. Nel XIX secolo passò ai Bán.